# كأس أرمينيا 1996–97
كأس أرمينيا 1996–97 هو الموسم 6 من كأس أرمينيا. أقيم خلال الفترة 1 أكتوبر 1996 وحتى 28 مايو 1997، وأشرف على تنظيمه اتحاد أرمينيا لكرة القدم، وكان عدد الأندية المشاركة فيه 19، وفاز فيه أرارات يريفان.